# وی۱۲۹۱ عقاب
وی۱۲۹۱ عقاب یک ستاره است که در صورت فلکی عقاب قرار دارد.